# Komisja do spraw reprywatyzacji nieruchomości warszawskich
Komisja Weryfikacyjna (pełna nazwa: Komisja do spraw reprywatyzacji nieruchomości warszawskich) – organ administracji publicznej podejmujący sprawy w zakresie postępowań toczonych w przedmiocie wydania decyzji reprywatyzacyjnych dotyczących nieruchomości na terenie Warszawy.

## Podstawy prawne
Komisja powstała na podstawie ustawy z 9 marca 2017 o szczególnych zasadach usuwania skutków prawnych decyzji reprywatyzacyjnych dotyczących nieruchomości warszawskich, wydanych z naruszeniem prawa, która weszła w życie 5 maja 2017. Jej status reguluje także zarządzenie ministra sprawiedliwości z 25 maja 2017 w sprawie regulaminu działania Komisji do spraw usuwania skutków prawnych decyzji reprywatyzacyjnych dotyczących nieruchomości warszawskich, wydanych z naruszeniem prawa. Początkowa nazwa Komisji (Komisja do spraw usuwania skutków prawnych decyzji reprywatyzacyjnych dotyczących nieruchomości warszawskich, wydanych z naruszeniem prawa) została zmieniona ustawą z dnia 26 stycznia 2018 r. o zmianie ustawy z dnia 9 marca 2017 r., o szczególnych zasadach usuwania skutków prawnych decyzji reprywatyzacyjnych dotyczących nieruchomości warszawskich, wydanych z naruszeniem prawa (Dz.U. z 2018 r. poz. 431).
Członkowie Komisji powoływani są przez Sejm w randze sekretarzy stanu. Przewodniczącego Komisji powołuje i odwołuje Prezes Rady Ministrów.

## Zadania
Według informacji podanej przez Ministerstwo Sprawiedliwości „Zadaniem Komisji jest usuwanie skutków prawnych decyzji reprywatyzacyjnych dotyczących nieruchomości warszawskich, wydanych z naruszeniem prawa. Ponadto Komisja może występować do właściwych organów w razie stwierdzenia w toku postępowania przed Komisją okoliczności sprzyjających wydawaniu decyzji reprywatyzacyjnych z naruszeniem prawa lub popełnianiu przestępstw bądź okolicznościach utrudniających ich ujawnianie”.

## Działalność
Siedziba Komisji mieści się w budynku Ministerstwa Sprawiedliwości w Warszawie przy Al. Ujazdowskich 11. Tam też odbywały się rozprawy przez pierwszych sześć miesięcy. Później, ze względów na potrzeby lokalowe, rozprawy odbywały się w budynku Prokuratury Krajowej przy ul. Rakowieckiej 26/30.
Za merytoryczną obsługę Komisji odpowiedzialny jest Departament Prawa Administracyjnego Ministerstwa Sprawiedliwości.

### Członkowie
- Arkadiusz Myrcha, PO (od 10 stycznia 2024 członek i przewodniczący)
- Paweł Lisiecki, PiS (od 25 maja 2017, od 9 lipca 2019 wiceprzewodniczący)[4]
- Robert Kropiwnicki, PO (od 25 maja 2017)
- Sławomir Potapowicz, .Nowoczesna (od 14 grudnia 2018)
- Christian Młynarek (od 23 maja 2024)[5]
- Mirosław Pampuch (od 23 maja 2024)[6]
- Anna Tarczyńska (od 23 maja 2024)[7]
- Adrian Wasielewski (od 23 maja 2024)[8]
- Anna Wierzbica (od 9 maja 2025)[9]

Źródło.
Byli członkowie
- Paweł Rabiej (od 25 maja 2017 do 14 grudnia 2018), Nowoczesna
- Patryk Jaki (przewodniczący, od 25 maja 2017 do 10 czerwca 2019)[4], PiS
- Sebastian Kaleta (od 10 czerwca 2019 do 2023, w tym w latach 2018–2019 wiceprzewodniczący, a w latach 2019–2023 przewodniczący)[4], PiS
- Bartłomiej Opaliński (od 25 maja 2017 do 2024, tym w latach 2018–2024 wiceprzewodniczący)[4], PSL
- Adam Krzysztof Zieliński, (od 25 maja 2017 do 10 kwietnia 2024)[12], Kukiz'15[13]
- Wiktor Klimiuk (od 5 lipca 2019 do 12 kwietnia 2024)[14][15], PiS
- Łukasz Kondratko (od 25 maja 2017 do 12 kwietnia 2024)[16], PiS
- Jan Mosiński (od 25 maja 2017 do 12 kwietnia 2024)[17], PiS
- Beata Siemieniako (od 23 maja 2024 do 2025)[18]

## Rada Społeczna
9-osobowa Rada Społeczna stanowi organ opiniodawczo-doradczy Komisji. Jej członków powołuje i odwołuje minister sprawiedliwości w porozumieniu z Ministrem Spraw Wewnętrznych i Administracji spośród członków organizacji pozarządowych prowadzących działalność pożytku publicznego, a także stowarzyszeń, których statutowym celem jest w szczególności działalność wspomagająca rozwój wspólnot i społeczności lokalnych, zwiększanie świadomości prawnej społeczeństwa oraz kształtowanie kompetencji obywatelskich. Pierwszy skład rady został powołany 26 maja 2017.
W skład Rady Społecznej początkowo weszli:
- Anna Amsterdamska (Stowarzyszenie Właścicieli Lokali)
- Ewa Andruszkiewicz (Warszawskie Stowarzyszenie Lokatorów), odwołana we wrześniu 2018[20]
- Robert Andrzejewski (Stowarzyszenie mieszkańców kamienicy Hoża 27a)
- Oskar Hejka (Warszawiak Na Swoim)
- Marek Jasiński (Komitet Obrony Lokatorów)
- Weronika Kubas (Komitet Obrony Lokatorów)
- Iwona Łukasik (Kancelaria Sprawiedliwości Społecznej)
- Katarzyna Matuszewska (Warszawskie Stowarzyszenie Lokatorów), wystąpiła na przełomie września i października 2018[21]
- Jan Popławski (Miasto Jest Nasze), wystąpił w październiku 2018[22].

W późniejszym okresie w skład Rady weszli także: Bożenna Baranek, Krzysztof Lewandowski, Hanna Tomczak-Babirecka.